# Torkelsbo
Torkelsbo är en by i södra delen Vendels socken i Tierps kommun i Uppland.
Torkelsbo ligger på Uppsalaåsens östra sida och omedelbart väster om E4. Byn är en av Tierps kommuns sydligaste byar. Den är känd bland annat för den s.k. Suptallen i Torkelsbo, vid vilken forna tiders vägfarande rastade.
Byn ligger cirka 2 kilometer norr om Läby och har vägförbindelse genom länsväg C 714. Den s.k. Torkelsbovägen är sedan den 2 april 2009 en helt privat väg och avstängd för all icke behörig trafik. Detta gäller även alla grustransporter.
Torkelsbo omtalas första gången 1528, då Uppsala helgeandshus hade en gård här i Torkelsbo Torkilsbodha som räntade 6 pund humle årligen. Ännu 1566 tillhörde Torkelsbo Uppsala helgeandshus.

## Bildgalleri

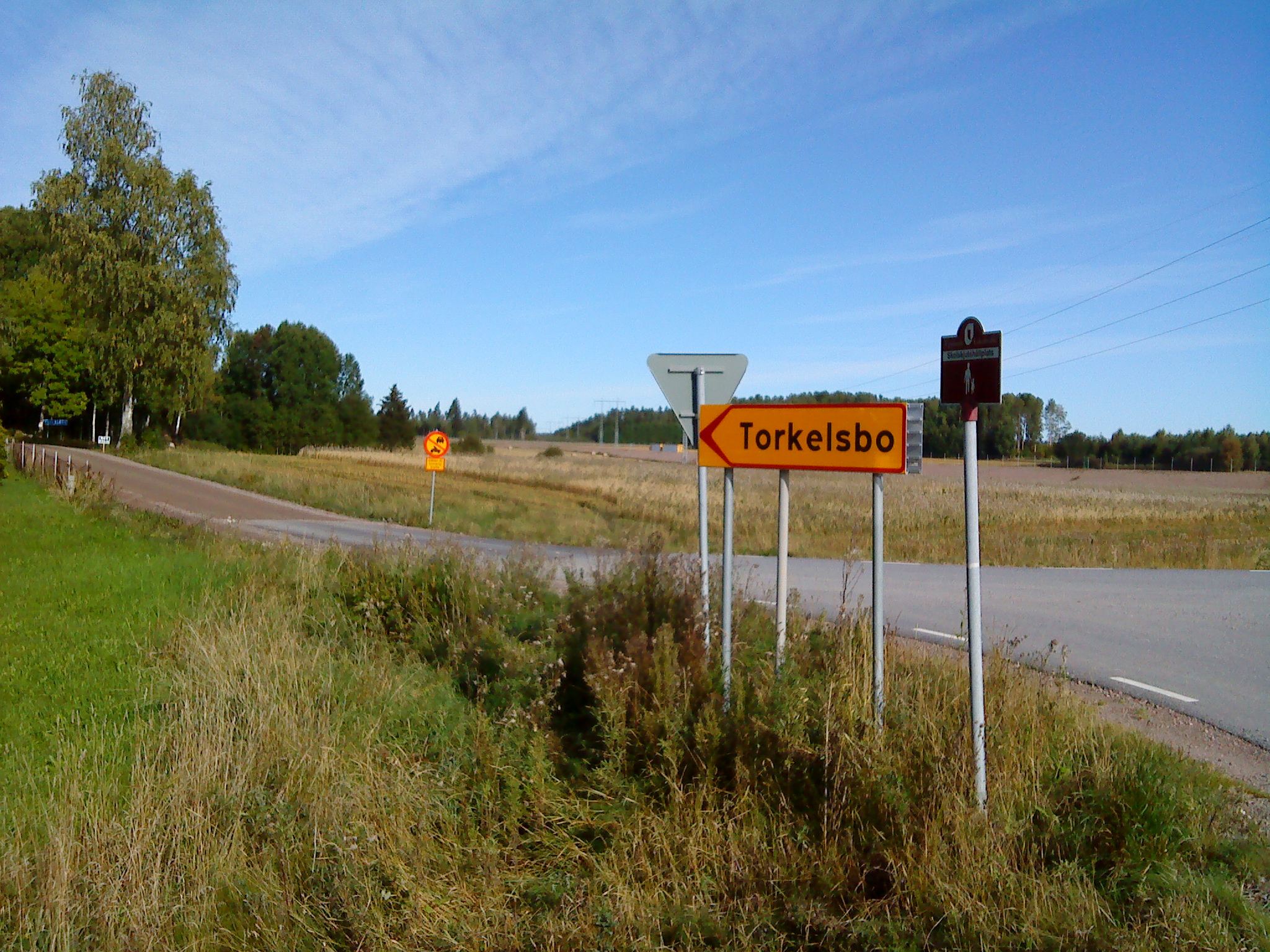
Infarten till Torkelsbo
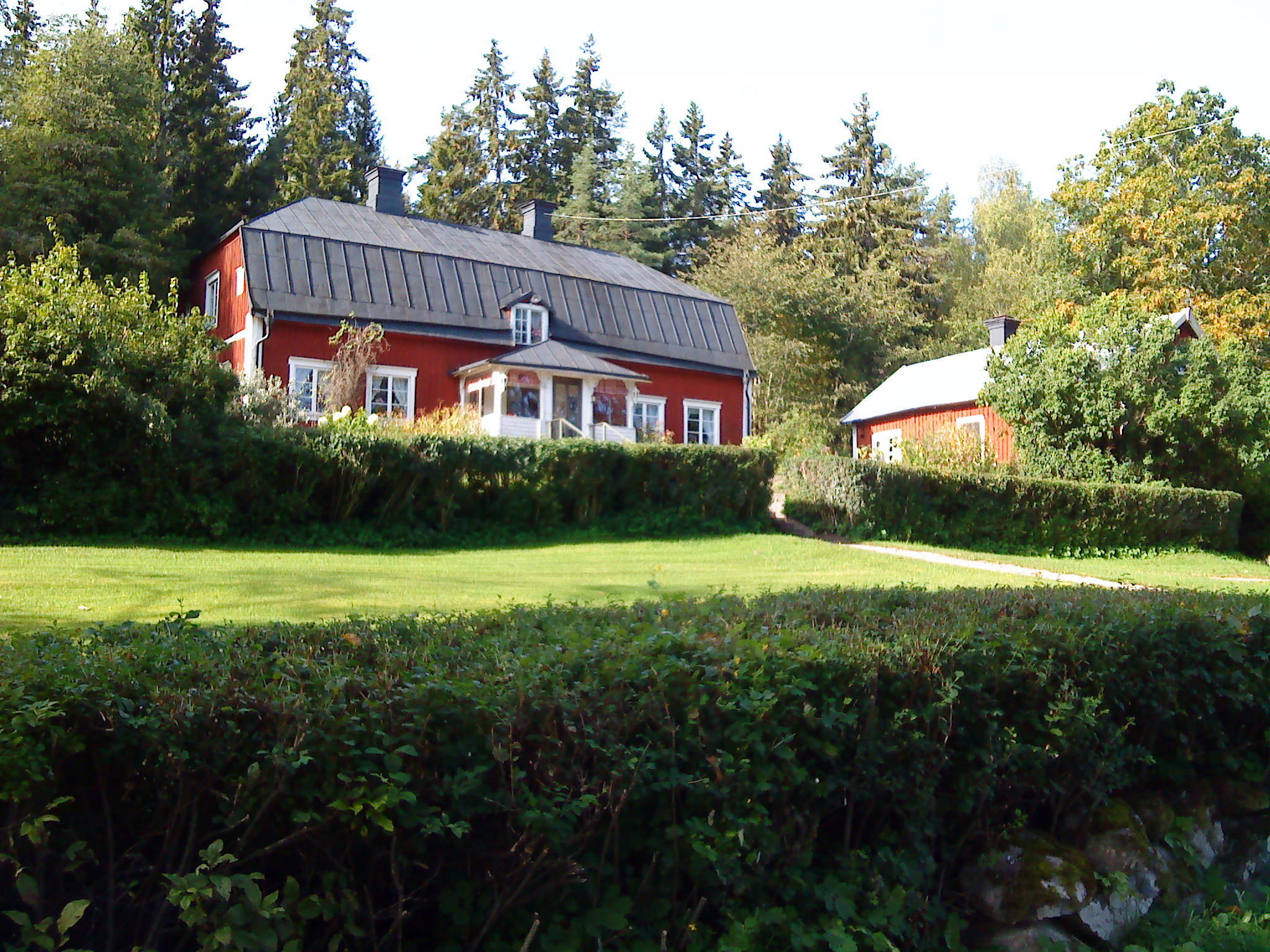
Torkelsbo gård (historisk)
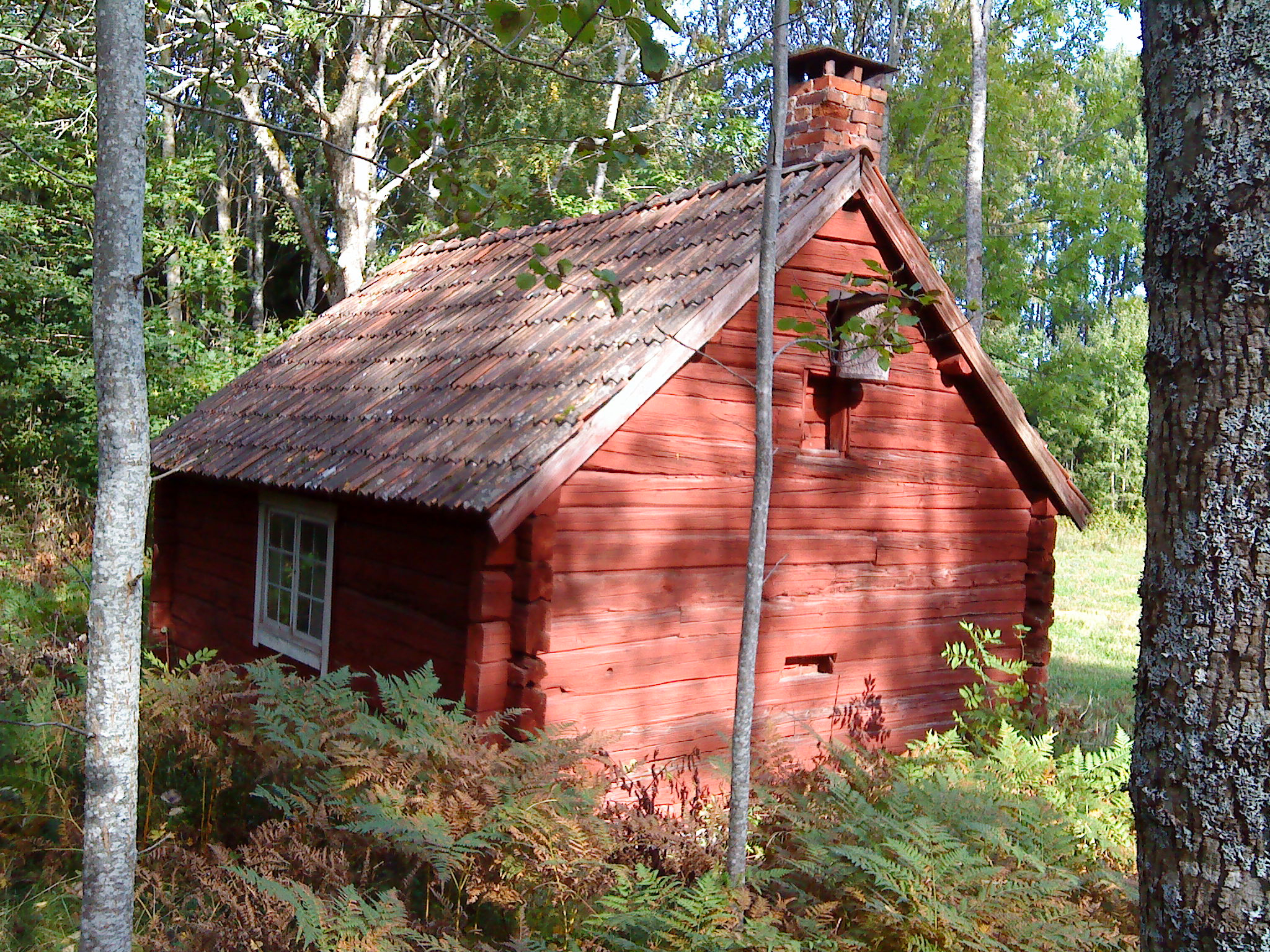
Gammal smedja (?) i Torkelsbo
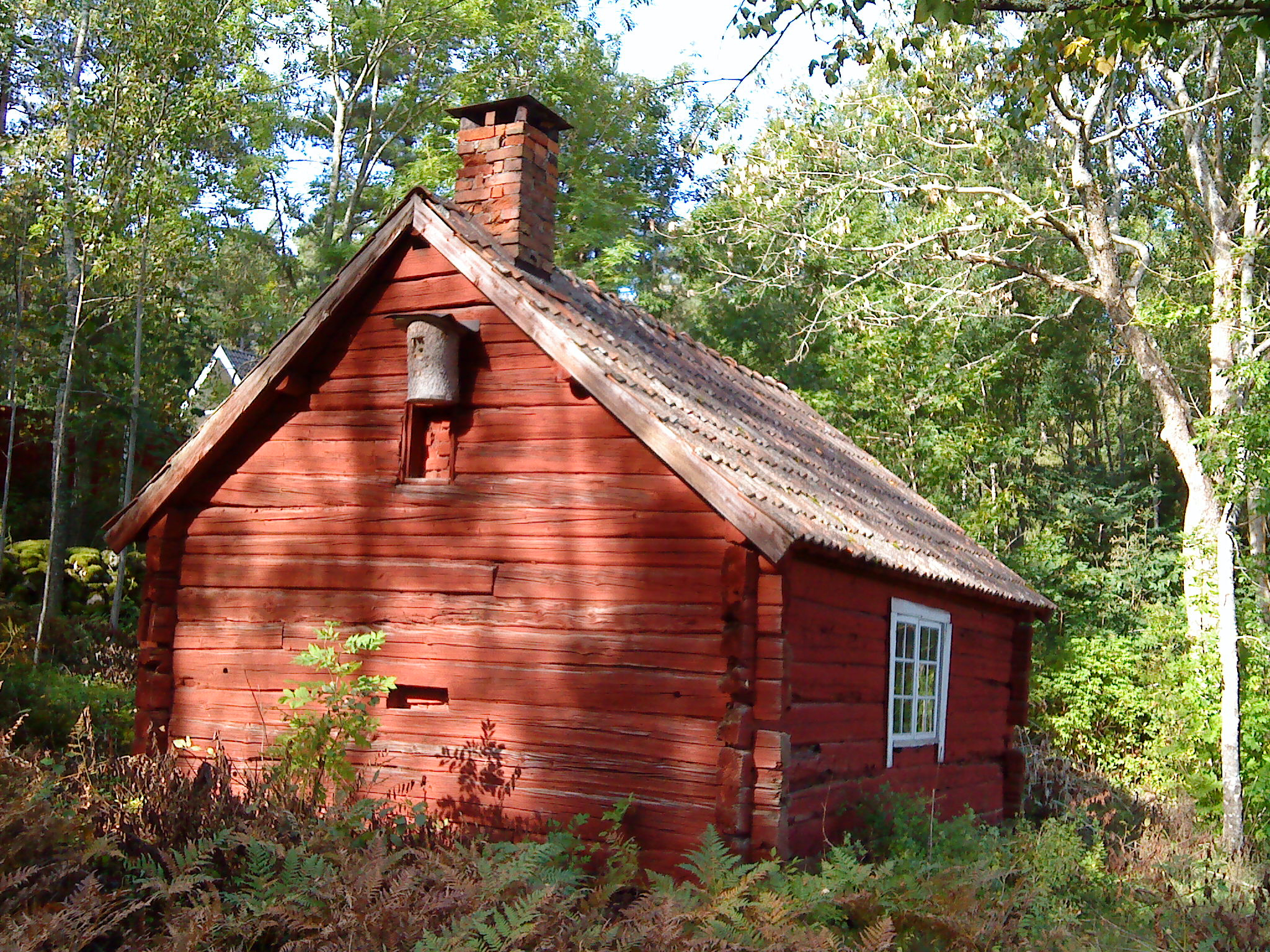
Gammal smedja (?) i Torkelsbo
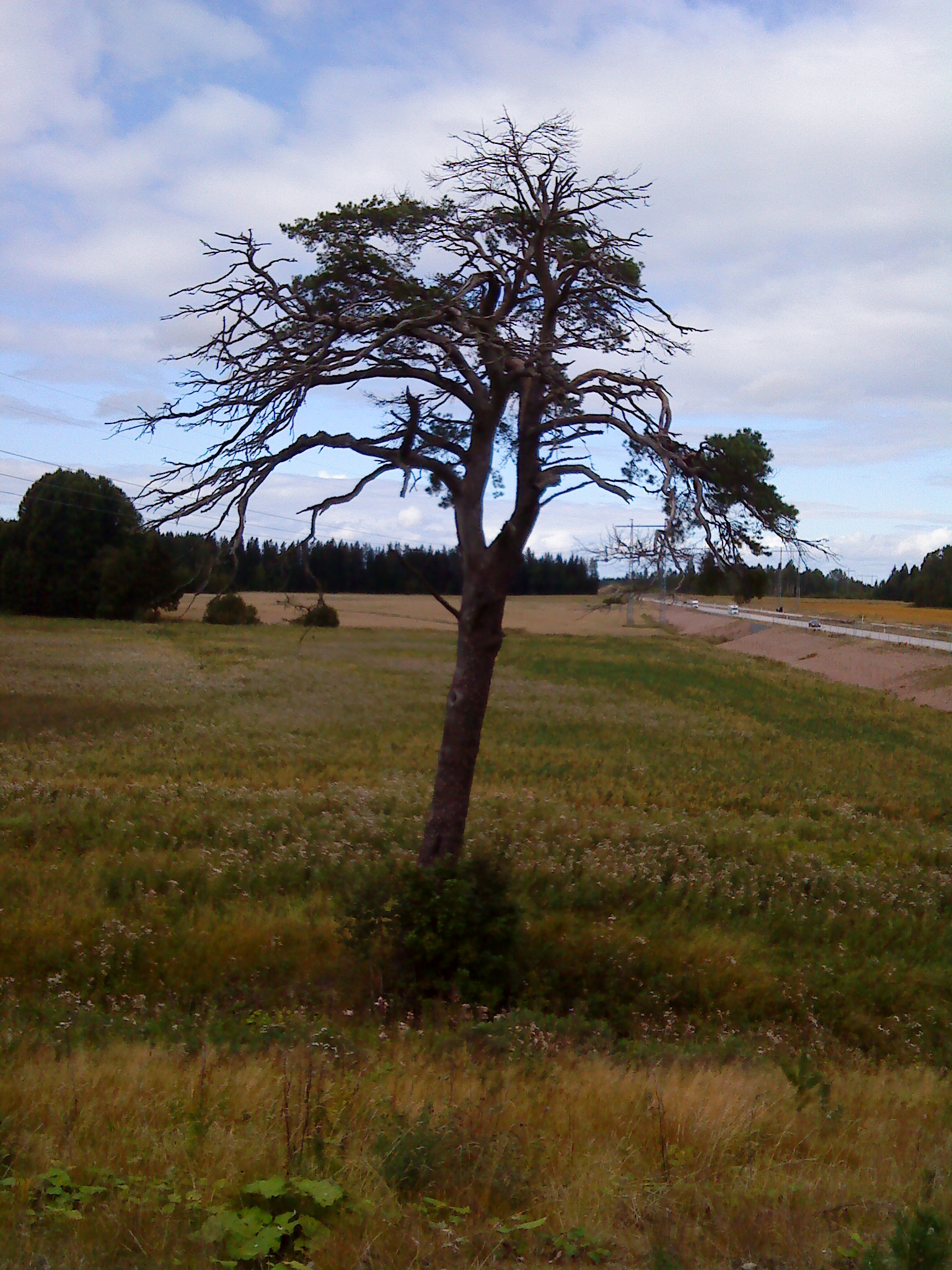
Suptallen vid länsväg C 714 / E4 vid Torkelsbo.